# Nado sincronizado nos Jogos Olímpicos de Verão de 2016 - Equipes
As provas por equipes do nado sincronizado nos Jogos Olímpicos de 2016 decorreram nos dias 18 e 19 de agosto no Parque Aquático Maria Lenk, no Rio de Janeiro.

## Calendário
| Data                       | Hora  | Ronda                  |
| -------------------------- | ----- | ---------------------- |
| Quinta-feira, 18 de agosto | 13:00 | Final (rotina técnica) |
| Sexta-feira, 18 de agosto  | 12:00 | Final (rotina livre)   |

## Medalhistas
Repetiu-se o pódio da competição de duplas, com a Rússia campeã olímpica pela quinta vez consecutiva, na frente da equipe da China (prata) e do Japão (bronze).
|  | RUS Rússia |  | CHN China                                                                                          |  | JPN Japão |
|  | Vlada Chigireva Natalia Ishchenko Svetlana Kolesnichenko Aleksandra Patskevich Svetlana Romashina Alla Shishkina Maria Shurochkina Gelena Topilina Elena Prokofyeva |  | Gu Xiao Guo Li Li Xiaolu Liang Xinping Sun Wenyan Tang Mengni Yin Chengxin Zeng Zhen Huang Xuechen |  | Aika Hakoyama Yukiko Inui Kei Marumo Risako Mitsui Kanami Nakamaki Mai Nakamura Kano Omata Kurumi Yoshida Aiko Hayashi |

## Resultados
| Pos.              | CON           | Equipe | Rotina técnica | Rotina livre | Total    |
| ----------------- | ------------- | --- | -------------- | ------------ | -------- |
| Medalha de ouro   | RUS Rússia    | Vlada Chigireva Natalia Ishchenko Svetlana Kolesnichenko Aleksandra Patskevich Svetlana Romashina Alla Shishkina Maria Shurochkina Gelena Topilina Elena Prokofyeva (reserva) | 97.0106        | 99.1333      | 196.1439 |
| Medalha de prata  | CHN China     | Gu Xiao Guo Li Li Xiaolu Liang Xinping Sun Wenyan Tang Mengni Yin Chengxin Zeng Zhen Huang Xuechen (reserva)                                                                  | 95.6174        | 97.3667      | 192.9841 |
| Medalha de bronze | JPN Japão     | Aika Hakoyama Yukiko Inui Kei Marumo Risako Mitsui Kanami Nakamaki Mai Nakamura Kano Omata Kurumi Yoshida Aiko Hayashi (reserva)                                              | 93.7723        | 95.4333      | 189.2056 |
| 4                 | UKR Ucrânia   | Lolita Ananasova Olena Grechykhina Daria Iushko Oleksandra Sabada Kateryna Sadurska Kseniya Sydorenko Anastasiya Savchuk Anna Voloshyna Olha Zolotarova (reserva)             | 93.4413        | 95.1667      | 188.6080 |
| 5                 | ITA Itália    | Elisa Bozzo Beatrice Callegari Camilla Cattaneo Linda Cerruti Manila Flamini Francesca Deidda Mariangela Perrupato Sara Sgarzi Costanza Ferro (reserva)                       | 91.1142        | 92.2667      | 183.3809 |
| 6                 | BRA Brasil    | Luisa Borges Maria Bruno Beatriz Feres Branca Feres Maria Clara Lobo Maria Eduarda Miccuci Lorena Molinos Lara Teixeira Pâmela Nogueira (reserva)                             | 84.7985        | 87.2000      | 171.9985 |
| 7                 | EGY Egito     | Leila Abdelmoez Samia Ahmed Nariman Aly Nour Elayoubi Jomana Elmaghrabi Dara Hassanien Salma Negmeldin Nada Saafan Nehal Saafan (reserva)                                     | 76.9838        | 78.5667      | 155.5505 |
| 8                 | AUS Austrália | Bianca Hammett Danielle Kettlewell Nikita Pablo Emily Rogers Cristina Sheehan Rose Stackpole Amie Thompson Deborah Tsai Hannah Cross (reserva)                                | 74.0667        | 75.4333      | 149.5000 |